# たくろうオン・ステージ第二集
『たくろう オン・ステージ第二集』（たくろうオン・ステージだいにしゅう）は、1972年12月25日に発表された、吉田拓郎（当時はよしだたくろう）のライブ・アルバムである。

## 解説
- 1971年8月11日から8月13日に東京渋谷にある渋谷ジァン・ジァンで3日間連続で行われたリサイタルを収録したライブ・アルバム。3日間の内容は、初日が拓郎の弾き語り、二日目がミニバンドを迎えてのバンド演奏、そして三日目が六文銭を迎えて「人間なんて」のみが演奏されたという。
- LP2枚で発売されたが、このアルバムは拓郎本人に無許可でのリリースだったため、発売後まもなく生産中止になった[2]。エレックレコード創業者・永野譲は「拓郎と揉めてね。出したけど、数を限定したの。再プレスしないということで。それでもヘタすりゃ10万枚ぐらいいってるんじゃないかな」等と述べている[2]。しかし実際にはエレックが倒産するまで販売されていた。その間ジャケットや歌詞カードなど複数のバリエーションが存在する。なおこのアルバムは現在に至るまで一度もCD化されていない。(「日本人になりたい」「かくれましょう」「恋の歌」「静」の４曲は２枚組CD『よしだたくろう ベスト・コレクション』に収録された）
- 拓郎のクレームによって生産中止になったが、CBSソニーからはカセットテープと8トラックによって発売されている[3][4]。カセットテープでは、曲間のMCがLPよりも短く編集されている（8トラックは不明）。
- 1972年9月21日のパックインミュージックで数曲放送された。アルバムが発売される前であり、その際「日本人になりたい」は「混血娘のバラード」、「ポーの歌」は「おいらはポー」というタイトルで紹介された。

## 収録曲
- 特記がないものは、全作詞・作曲：吉田拓郎

### Side-A
1. 準ちゃんが吉田拓郎に与えた偉大なる影響
作曲：ボブ・ディラン
メロディはディランの「ハッティ・キャロルの寂しい死」。
当アルバムにも収録されたMCでは、タイトルを「準ちゃんの与えた今日の吉田拓郎への多大なる影響」と言っている。
2. なんとかならないか女の娘
3. プロポーズ
4. 静
「花酔曲」と同一の曲
5. 私が生まれた時
作詞：伊庭啓子

### Side-B
1. トランプ
2. 大きな夜
3. 僕一人
4. 雨
5. 七万五千円の右手
6. 来てみた

### Side-C
1. 腹へった
2. ゆうべの夢
「祭りのあと」と同じメロディ。
3. 日本人になりたい
4. ポーの歌
作詞：花岡としみ、作曲：浜口庫之助
オリジナルは飯田久彦の「おいらはポーッ」。
1979年、浜口庫之助の曲の盗作と報じられるが、拓郎自身は初めからオリジナル曲とは言っていなかった。当アルバムを無許可でリリースしたエレックレコードが吉田拓郎作詞・作曲とクレジットしてしまった、というのが真相である[5]。
5. 恋の歌
6. もうお帰り
7. かくれましょう
作詞：岡本おさみ

### Side-D
1. 人間なんて
20分を超える演奏が収録されている